# 일본 프로 야구 최다 도루
일본 프로 야구에서 최다 도루(일본어: 最多盗塁)는 타격 부문 타이틀 중의 하나이며 도루왕(盗塁王)이라고도 한다.

## 개요
1년 간의 정규 시즌을 통해서 도루 개수가 가장 많은 선수에게 주어지는 타이틀로 센트럴 리그, 퍼시픽 리그에서 각각 선정된다. 센트럴 리그에서 야수 부문 타이틀 중에서는 유일하게도 외국인 선수의 수상자가 없다.
도루의 수가 가장 많은 선수가 규정 타석에 도달하지 않았어도 선출 대상이 되며, 현재까지 단일 리그 시절에는 1차례, 센트럴 리그에서는 7차례, 퍼시픽 리그에서는 4차례나 있다. 하지만 도루 성공률은 도외시되고 있어서 도루 성공률에 차이가 있더라도 수가 같으면 여러 사람이 수상하게 된다. 이로써 리그 최다 도루사 기록을 가진 선수가 차지하기도 했으며 팀에 대한 기여도에 비례하지 않는다는 지적도 있었다. 그 때문인지 도루사의 개수를 고려하는 지표로서 도루왕을 5차례나 획득한 아카호시 노리히로가 제창했던 ‘아카호시식 도루’가 주목받고 있다.

## 역대 도루왕

### 단일 리그 시대
| 연도      | 성명              | 소속            | 도루 |
| --------- | ----------------- | --------------- | ---- |
| 1936 추계 | 가리타 히사노리   | 도쿄 세네터스   | 16   |
| 1937 춘계 | 야마구치 마사노부 | 오사카 타이거스 | 29   |
| 1937 추계 | 시마 히데노스케   | 나고야 긴코군   | 22   |
| 1937 추계 | 기토 가즈오       | 라이온군        | 22   |
| 1938 춘계 | 에구치 유키오     | 나고야 긴코군   | 14   |
| 1938 추계 | 사사키 쓰네스케   | 나고야 긴코군   | 20   |
| 1939      | 야마다 덴         | 한큐군          | 30   |
| 1939      | 고미 요시오       | 나고야 긴코군   | 30   |
| 1940      | 이시다 마사요시   | 나고야군        | 32   |
| 1941      | 쓰보우치 미치노리 | 아사히군        | 26   |
| 1942      | 쓰보우치 미치노리 | 아사히군        | 44   |
| 1943      | 야마다 덴         | 한큐군          | 56   |
| 1944      | 고 쇼세이         | 한신군          | 19   |
| 1944      | 고 신교           | 도쿄 교진군     | 19   |
| 1946      | 가와니시 도시오   | 그레이트 링     | 39   |
| 1947      | 가와니시 도시오   | 난카이 호크스   | 53   |
| 1948      | 가와니시 도시오   | 난카이 호크스   | 66   |
| 1949      | 기즈카 주스케     | 난카이 호크스   | 59   |

### 양대 리그 시대
| 연도 | 센트럴 리그       | 센트럴 리그              | 센트럴 리그 | 퍼시픽 리그       | 퍼시픽 리그                | 퍼시픽 리그 |
| 연도 | 성명              | 소속                     | 도루        | 성명              | 소속                       | 도루        |
| ---- | ----------------- | ------------------------ | ----------- | ----------------- | -------------------------- | ----------- |
| 1950 | 가나야마 지로     | 쇼치쿠 로빈스            | 74          | 기즈카 주스케     | 난카이 호크스              | 78          |
| 1951 | 쓰치야 고로       | 고쿠테쓰 스왈로스        | 52          | 기즈카 주스케     | 난카이 호크스              | 55          |
| 1952 | 가나야마 지로     | 쇼치쿠 로빈스            | 63          | 기즈카 주스케     | 난카이 호크스              | 55          |
| 1953 | 가나야마 지로     | 히로시마 카프            | 58          | 래리 레인스       | 한큐 브레이브스            | 61          |
| 1954 | 요시다 요시오     | 오사카 타이거스          | 51          | 스즈키 다케시     | 긴테쓰 펄스                | 71          |
| 1955 | 혼다 이쓰로       | 주니치 드래건스          | 42          | 모리시타 마사오   | 난카이 호크스              | 59          |
| 1956 | 요시다 요시오     | 오사카 타이거스          | 50          | 고노 아키테루     | 한큐 브레이브스            | 85          |
| 1957 | 이이다 도쿠지     | 고쿠테쓰 스왈로스        | 40          | 고노 아키테루     | 한큐 브레이브스            | 56          |
| 1958 | 오카지마 히로지   | 주니치 드래건스          | 47          | 로베르토 바본     | 한큐 브레이브스            | 38          |
| 1959 | 오카지마 히로지   | 주니치 드래건스          | 41          | 로베르토 바본     | 한큐 브레이브스            | 38          |
| 1960 | 나카 도시오       | 주니치 드래건스          | 50          | 로베르토 바본     | 한큐 브레이브스            | 32          |
| 1961 | 곤도 가즈히코     | 다이요 웨일스            | 35          | 히로세 요시노리   | 난카이 호크스              | 42          |
| 1962 | 고노 아키테루     | 주니치 드래건스          | 26          | 히로세 요시노리   | 난카이 호크스              | 50          |
| 1963 | 다카기 모리미치   | 주니치 드래건스          | 50          | 히로세 요시노리   | 난카이 호크스              | 45          |
| 1964 | 고바 다케시       | 히로시마 카프            | 57          | 히로세 요시노리   | 난카이 호크스              | 72          |
| 1965 | 다카기 모리미치   | 주니치 드래건스          | 44          | 히로세 요시노리   | 난카이 호크스              | 39          |
| 1966 | 시바타 이사오     | 요미우리 자이언츠        | 46          | 야마모토 고시     | 한큐 브레이브스            | 32          |
| 1967 | 시바타 이사오     | 요미우리 자이언츠        | 70          | 니시다 다카유키   | 도쿄 오리온스              | 32          |
| 1968 | 고바 다케시       | 히로시마 도요 카프       | 39          | 야스이 도시노리   | 긴테쓰 버펄로스            | 54          |
| 1969 | 시바타 이사오     | 요미우리 자이언츠        | 35          | 사카모토 도시조   | 한큐 브레이브스            | 47          |
| 1970 | 도조 후미히로     | 야쿠르트 아톰스          | 28          | 후쿠모토 유타카   | 한큐 브레이브스            | 75          |
| 1971 | 다카다 시게루     | 요미우리 자이언츠        | 38          | 후쿠모토 유타카   | 한큐 브레이브스            | 67          |
| 1972 | 시바타 이사오     | 요미우리 자이언츠        | 45          | 후쿠모토 유타카   | 한큐 브레이브스            | 106         |
| 1973 | 다카기 모리미치   | 주니치 드래건스          | 28          | 후쿠모토 유타카   | 한큐 브레이브스            | 95          |
| 1974 | 나카쓰카 마사유키 | 다이요 웨일스            | 28          | 후쿠모토 유타카   | 한큐 브레이브스            | 94          |
| 1975 | 오시타 쓰요시     | 히로시마 도요 카프       | 44          | 후쿠모토 유타카   | 한큐 브레이브스            | 63          |
| 1976 | 기누가사 사치오   | 히로시마 도요 카프       | 31          | 후쿠모토 유타카   | 한큐 브레이브스            | 62          |
| 1977 | 시바타 이사오     | 요미우리 자이언츠        | 34          | 후쿠모토 유타카   | 한큐 브레이브스            | 61          |
| 1978 | 시바타 이사오     | 요미우리 자이언츠        | 34          | 후쿠모토 유타카   | 한큐 브레이브스            | 70          |
| 1979 | 다카하시 요시히코 | 히로시마 도요 카프       | 55          | 후쿠모토 유타카   | 한큐 브레이브스            | 60          |
| 1980 | 다카하시 요시히코 | 히로시마 도요 카프       | 38          | 후쿠모토 유타카   | 한큐 브레이브스            | 54          |
| 1981 | 아오키 미노루     | 야쿠르트 스왈로스        | 34          | 후쿠모토 유타카   | 한큐 브레이브스            | 54          |
| 1982 | 마쓰모토 다다시   | 요미우리 자이언츠        | 61          | 후쿠모토 유타카   | 한큐 브레이브스            | 54          |
| 1983 | 마쓰모토 다다시   | 요미우리 자이언츠        | 76          | 오이시 다이지로   | 긴테쓰 버펄로스            | 60          |
| 1984 | 다카기 유타카     | 요코하마 다이요 웨일스   | 56          | 오이시 다이지로   | 긴테쓰 버펄로스            | 46          |
| 1985 | 다카하시 요시히코 | 히로시마 도요 카프       | 73          | 마쓰나가 히로미   | 한큐 브레이브스            | 38          |
| 1986 | 야시키 가나메     | 요코하마 다이요 웨일스   | 48          | 니시무라 노리후미 | 롯데 오리온스              | 36          |
| 1986 | 히라노 겐         | 주니치 드래건스          | 48          | 니시무라 노리후미 | 롯데 오리온스              | 36          |
| 1987 | 야시키 가나메     | 요코하마 다이요 웨일스   | 48          | 니시무라 노리후미 | 롯데 오리온스              | 41          |
| 1987 | 야시키 가나메     | 요코하마 다이요 웨일스   | 48          | 오이시 다이지로   | 긴테쓰 버펄로스            | 41          |
| 1988 | 야시키 가나메     | 요코하마 다이요 웨일스   | 33          | 니시무라 노리후미 | 롯데 오리온스              | 55          |
| 1989 | 쇼다 고조         | 히로시마 도요 카프       | 34          | 니시무라 노리후미 | 롯데 오리온스              | 42          |
| 1990 | 오가타 고이치     | 요미우리 자이언츠        | 33          | 아키야마 고지     | 세이부 라이온스            | 51          |
| 1990 | 노무라 겐지로     | 히로시마 도요 카프       | 33          | 아키야마 고지     | 세이부 라이온스            | 51          |
| 1991 | 노무라 겐지로     | 히로시마 도요 카프       | 31          | 오노 히사시       | 후쿠오카 다이에 호크스     | 42          |
| 1992 | 이이다 데쓰야     | 야쿠르트 스왈로스        | 33          | 사사키 마코토     | 후쿠오카 다이에 호크스     | 40          |
| 1993 | 오가타 고이치     | 요미우리 자이언츠        | 24          | 오이시 다이지로   | 긴테쓰 버펄로스            | 31          |
| 1993 | 이시이 다쿠로     | 요코하마 베이스타스      | 24          | 오이시 다이지로   | 긴테쓰 버펄로스            | 31          |
| 1994 | 노무라 겐지로     | 히로시마 도요 카프       | 37          | 사사키 마코토     | 세이부 라이온스            | 37          |
| 1995 | 오가타 고이치     | 히로시마 도요 카프       | 47          | 이치로            | 오릭스 블루웨이브          | 49          |
| 1996 | 오가타 고이치     | 히로시마 도요 카프       | 50          | 무라마쓰 아리히토 | 후쿠오카 다이에 호크스     | 58          |
| 1997 | 오가타 고이치     | 히로시마 도요 카프       | 49          | 마쓰이 가즈오     | 세이부 라이온스            | 62          |
| 1998 | 이시이 다쿠로     | 요코하마 베이스타스      | 39          | 마쓰이 가즈오     | 세이부 라이온스            | 43          |
| 1998 | 이시이 다쿠로     | 요코하마 베이스타스      | 39          | 고사카 마코토     | 지바 롯데 마린스           | 43          |
| 1999 | 이시이 다쿠로     | 요코하마 베이스타스      | 39          | 마쓰이 가즈오     | 세이부 라이온스            | 32          |
| 2000 | 이시이 다쿠로     | 요코하마 베이스타스      | 35          | 고사카 마코토     | 지바 롯데 마린스           | 33          |
| 2001 | 아카호시 노리히로 | 한신 타이거스            | 39          | 이구치 다다히토   | 후쿠오카 다이에 호크스     | 44          |
| 2002 | 아카호시 노리히로 | 한신 타이거스            | 26          | 다니 요시토모     | 오릭스 블루웨이브          | 41          |
| 2003 | 아카호시 노리히로 | 한신 타이거스            | 61          | 이구치 다다히토   | 후쿠오카 다이에 호크스     | 42          |
| 2004 | 아카호시 노리히로 | 한신 타이거스            | 64          | 가와사키 무네노리 | 후쿠오카 다이에 호크스     | 42          |
| 2005 | 아카호시 노리히로 | 한신 타이거스            | 60          | 니시오카 쓰요시   | 지바 롯데 마린스           | 41          |
| 2006 | 아오키 노리치카   | 도쿄 야쿠르트 스왈로스   | 41          | 니시오카 쓰요시   | 지바 롯데 마린스           | 33          |
| 2007 | 아라키 마사히로   | 주니치 드래건스          | 31          | 가타오카 야스유키 | 세이부 라이온스            | 38          |
| 2008 | 후쿠치 가즈키     | 도쿄 야쿠르트 스왈로스   | 42          | 가타오카 야스유키 | 사이타마 세이부 라이온스   | 50          |
| 2009 | 후쿠치 가즈키     | 도쿄 야쿠르트 스왈로스   | 42          | 가타오카 야스유키 | 사이타마 세이부 라이온스   | 51          |
| 2010 | 소요기 에이신     | 히로시마 도요 카프       | 43          | 혼다 유이치       | 후쿠오카 소프트뱅크 호크스 | 59          |
| 2010 | 소요기 에이신     | 히로시마 도요 카프       | 43          | 가타오카 야스유키 | 사이타마 세이부 라이온스   | 59          |
| 2011 | 후지무라 다이스케 | 요미우리 자이언츠        | 28          | 혼다 유이치       | 후쿠오카 소프트뱅크 호크스 | 60          |
| 2012 | 오시마 요헤이     | 주니치 드래건스          | 32          | 히지리사와 료     | 도호쿠 라쿠텐 골든이글스   | 54          |
| 2013 | 마루 요시히로     | 히로시마 도요 카프       | 29          | 요 다이칸         | 홋카이도 닛폰햄 파이터스   | 47          |
| 2014 | 가지타니 다카유키 | 요코하마 DeNA 베이스타스 | 39          | 니시카와 하루키   | 홋카이도 닛폰햄 파이터스   | 43          |
| 2015 | 야마다 데쓰토     | 도쿄 야쿠르트 스왈로스   | 34          | 나카시마 다쿠야   | 홋카이도 닛폰햄 파이터스   | 34          |
| 2016 | 야마다 데쓰토     | 도쿄 야쿠르트 스왈로스   | 30          | 이토이 요시오     | 오릭스 버펄로스            | 53          |
| 2016 | 야마다 데쓰토     | 도쿄 야쿠르트 스왈로스   | 30          | 가네코 유지       | 사이타마 세이부 라이온스   | 53          |
| 2017 | 다나카 고스케     | 히로시마 도요 카프       | 35          | 니시카와 하루키   | 홋카이도 닛폰햄 파이터스   | 39          |
| 2018 | 야마다 데쓰토     | 도쿄 야쿠르트 스왈로스   | 33          | 니시카와 하루키   | 홋카이도 닛폰햄 파이터스   | 44          |
| 2019 | 지카모토 고지     | 한신 타이거스            | 36          | 가네코 유지       | 사이타마 세이부 라이온스   | 41          |
| 2020 | 지카모토 고지     | 한신 타이거스            | 31          | 슈토 우쿄         | 후쿠오카 소프트뱅크 호크스 | 50          |
| 2021 | 나카노 다쿠무     | 한신 타이거스            | 30          | 겐다 소스케       | 사이타마 세이부 라이온스   | 24          |
| 2021 | 나카노 다쿠무     | 한신 타이거스            | 30          | 오기노 다카시     | 지바 롯데 마린스           | 24          |
| 2021 | 나카노 다쿠무     | 한신 타이거스            | 30          | 와다 고시로       | 지바 롯데 마린스           | 24          |
| 2021 | 나카노 다쿠무     | 한신 타이거스            | 30          | 니시카와 하루키   | 홋카이도 닛폰햄 파이터스   | 24          |
| 2022 | 지카모토 고지     | 한신 타이거스            | 30          | 다카베 아키토     | 지바 롯데 마린스           | 44          |
| 2023 | 지카모토 고지     | 한신 타이거스            | 28          | 고부카타 히로토   | 도호쿠 라쿠텐 골든이글스   | 36          |
| 2023 | 지카모토 고지     | 한신 타이거스            | 28          | 슈토 우쿄         | 후쿠오카 소프트뱅크 호크스 | 36          |
| 2024 | 지카모토 고지     | 한신 타이거스            | 19          | 슈토 우쿄         | 후쿠오카 소프트뱅크 호크스 | 41          |

- 굵은 글씨는 리그 기록.
- 붉은색 글씨는 NPB 역대 최고 성적

## 주요 기록

### 여러 차례 수상자
- 굵은 글씨: 현역 선수
- 해당 항목 기준은 4회 이상

| 선수              | 횟 수 | 연도                                                                         |
| ----------------- | ----- | ---------------------------------------------------------------------------- |
| 후쿠모토 유타카   | 13    | 1970, 1971, 1972, 1973, 1974, 1975, 1976, 1977, 1978, 1979, 1980, 1981, 1982 |
| 시바타 이사오     | 6     | 1966, 1967, 1969, 1972, 1977, 1978                                           |
| 히로세 요시노리   | 5     | 1961, 1962, 1963, 1964, 1965                                                 |
| 아카호시 노리히로 | 5     | 2001, 2002, 2003, 2004, 2005                                                 |
| 기즈카 주스케     | 4     | 1949, 1950, 1951, 1952                                                       |
| 니시무라 노리후미 | 4     | 1986, 1987, 1988, 1989                                                       |
| 오이시 다이지로   | 4     | 1983, 1984, 1987, 1993                                                       |
| 이시이 다쿠로     | 4     | 1993, 1998, 1999, 2000                                                       |
| 가타오카 야스유키 | 4     | 2007, 2008, 2009, 2010                                                       |
| 니시카와 하루키   | 4     | 2014, 2017, 2018, 2021                                                       |
| 지카모토 고지     | 4     | 2019, 2020, 2022, 2023                                                       |

### 그 외의 기록
- 도루에 관한 기록
  - 센트럴 리그 최다 도루 : 76개 → 마쓰모토 다다시(1983년)
  - 퍼시픽 리그 최다 도루 : 106개 → 후쿠모토 유타카(1972년)
  - 센트럴 리그 최소 도루 : 24개 → 이시이 다쿠로, 오가타 고이치(1993년)
  - 퍼시픽 리그 최소 도루 : 24개 → 니시카와 하루키, 오기노 다카시, 겐다 소스케, 와다 고시로(2021년)
- 최연소 도루왕 : 야마구치 마사노부(21세 2개월, 1937년 춘계) ※양대 리그제 이후로는 요시다 요시오(1954년)와 니시오카 쓰요시(2005년)가 최연소(21세)
- 최고령 도루왕 : 오기노 다카시(36세 0개월, 2021년)
- 최소 타석 도루왕 : 와다 고시로(24타석, 2021년) ※양대 리그제 이후
- 최고 성공률 도루왕 : 야마다 데쓰토(2016년), 나카노 다쿠무(2021년) ※9할 3푼 8리(30도루·2도루사)
- 최저 성공률 도루왕 : 노무라 겐지로(1990년) ※5할 8푼 9리(33도루·23도루사)
- 복수 구단에서의 도루왕 : 가나야마 지로(쇼치쿠, 히로시마), 고노 아키테루(한큐, 주니치), 사사키 마코토(다이에, 세이부)
  - 양대 리그 도루왕 : 고노 아키테루(센트럴 리그 1회, 퍼시픽 리그 2회)[2]

### 주해
1. ↑  단일 리그 시절의 해당 선수

  - 고 쇼세이(1944년, 한신)

센트럴 리그의 해당 선수
  - 쓰치야 고로(1951년, 고쿠테쓰)
  - 시바타 이사오(1969년, 요미우리)
  - 아오키 미노루(1981년, 야쿠르트)
  - 오가타 고이치(1993년, 요미우리)
  - 오가타 고이치(1995년, 히로시마)
  - 아카호시 노리히로(2002년, 한신)
  - 후지무라 다이스케(2011년, 요미우리)

퍼시픽 리그의 해당 선수
  - 야마모토 고시(1966년, 한큐)
  - 니시다 다카유키(1967년, 도쿄)
  - 슈토 우쿄(2020년, 소프트뱅크)
  - 와다 고시로(2021년, 지바 롯데)
2. ↑  특히 극단적인 예로 2021년 퍼시픽 리그에서는 지바 롯데 마린스의 와다 고시로가 불과 24타석, 자력 출루는 5안타, 5볼넷에 그치면서도 대주자로서의 기용을 중심으로 24개의 도루를 기록하여 도루왕을 차지했다.
3. ↑  복수의 수상에서 도루 성공률에 1할 이상 차이가 있는 사례를 들자면 1990년 센트럴 리그 도루왕이었던 오가타 고이치가 7할 3푼 3리(12도루사)인데 비해 노무라 겐지로는 5할 8푼 9리(23도루사), 1993년 센트럴 리그 도루왕이었던 오가타 고이치가 8할 2푼 8리(5도루사)인데 비해 이시이 다쿠로는 6할(16도루사)이었다.
4. ↑  2016년 퍼시픽 리그 도루왕을 차지한 이토이 요시오와 가네코 유지는 도루 성공률도 일치했다.

### 출전
1. 1 2  “価値ある盗塁王は誰だ！　”赤星式盗塁” で見る歴代盗塁ランキングトップ10、2020年ランキングトップ5は？”. 《livedoor 뉴스》. 野球専門メディア・ベースボールチャンネル. 2021년 2월 13일. 2021년 10월 23일에 확인함.
2. ↑  “糸井、阪神でもハッピーになる！両リーグ盗塁王で来季も晴れ舞台へ”. 산케이 스포츠. 2016년 11월 29일. 2021년 8월 28일에 확인함.

## 같이 보기
- KBO 도루상